# Clinton (Connecticut)
Clinton es un pueblo ubicado en el condado de Middlesex en el estado estadounidense de Connecticut. En el año 2005 tenía una población de 13,612 habitantes y una densidad poblacional de 322 personas por km².

## Geografía
Clinton se encuentra ubicada en las coordenadas 41°17′40″N 72°31′39″O / 41.29444, -72.52750.

## Demografía
Según la Oficina del Censo en 2000 los ingresos medios por hogar en la localidad eran de $47,538 y los ingresos medios por familia eran $59,667. Los hombres tenían unos ingresos medios de $43,672 frente a los $31,354 para las mujeres. La renta per cápita para la localidad era de $23,404. Alrededor del 5.8% de la población estaban por debajo del umbral de pobreza.